# Oxyscelio mirellus
Oxyscelio mirellus är en stekelart som först beskrevs av Alan Parkhurst Dodd 1920.  Oxyscelio mirellus ingår i släktet Oxyscelio och familjen Scelionidae. Inga underarter finns listade i Catalogue of Life.